# Hydrillodes semiluna
Hydrillodes semiluna là một loài bướm đêm trong họ Noctuidae.